# Nembrotha
Nembrotha är ett släkte av snäckor. Nembrotha ingår i familjen Gymnodorididae.
Nembrotha är enda släktet i familjen Gymnodorididae.
Kladogram enligt Catalogue of Life:
| Nembrotha | \| \| Nembrotha divae \| \| \| \| \| \| Nembrotha eliora \| \| \| \| \| \| Nembrotha gratiosa \| \| \| \| |
|           | \| \| Nembrotha divae \| \| \| \| \| \| Nembrotha eliora \| \| \| \| \| \| Nembrotha gratiosa \| \| \| \| |
|           | Nembrotha divae                                                                                           |
|           | |
|           | Nembrotha eliora                                                                                          |
|           | |
|           | Nembrotha gratiosa                                                                                        |
|           | |

## Bildgalleri

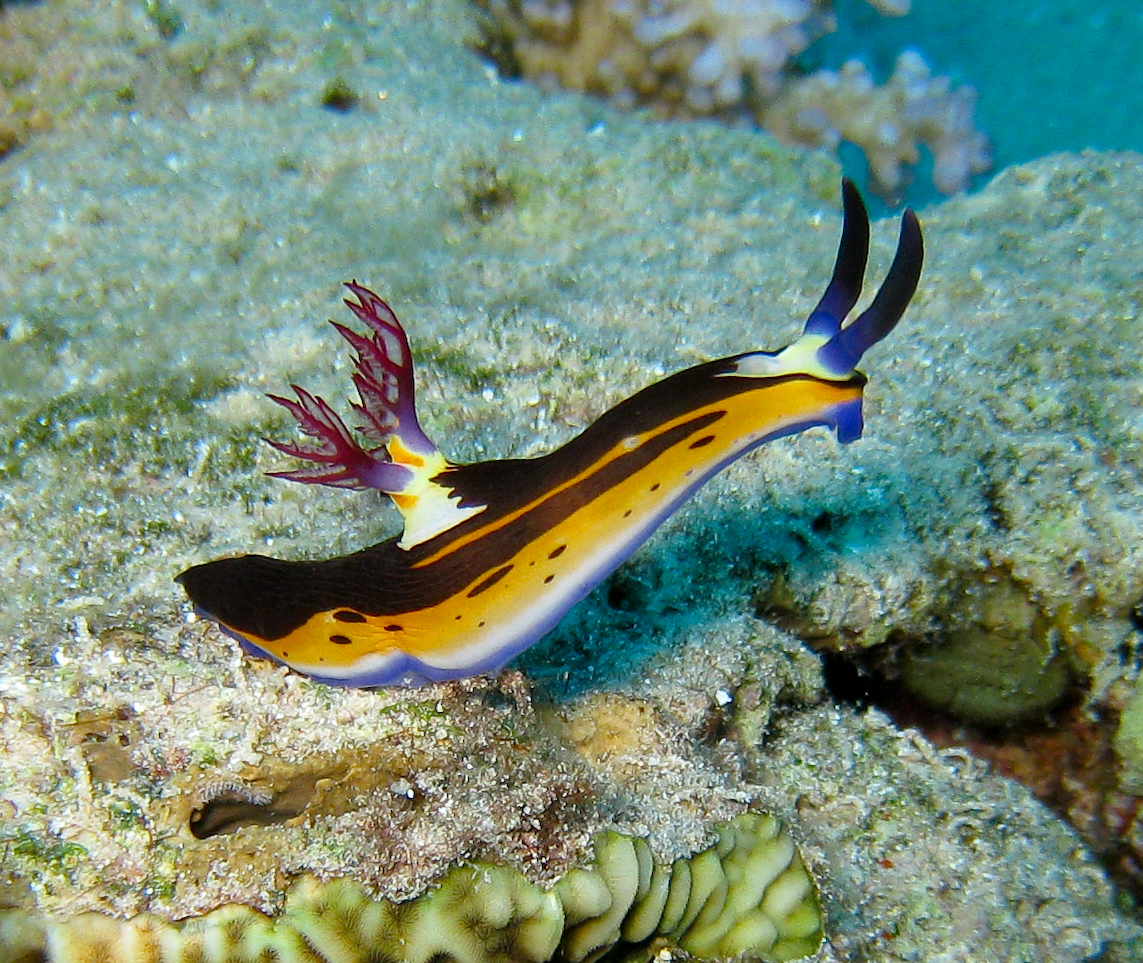
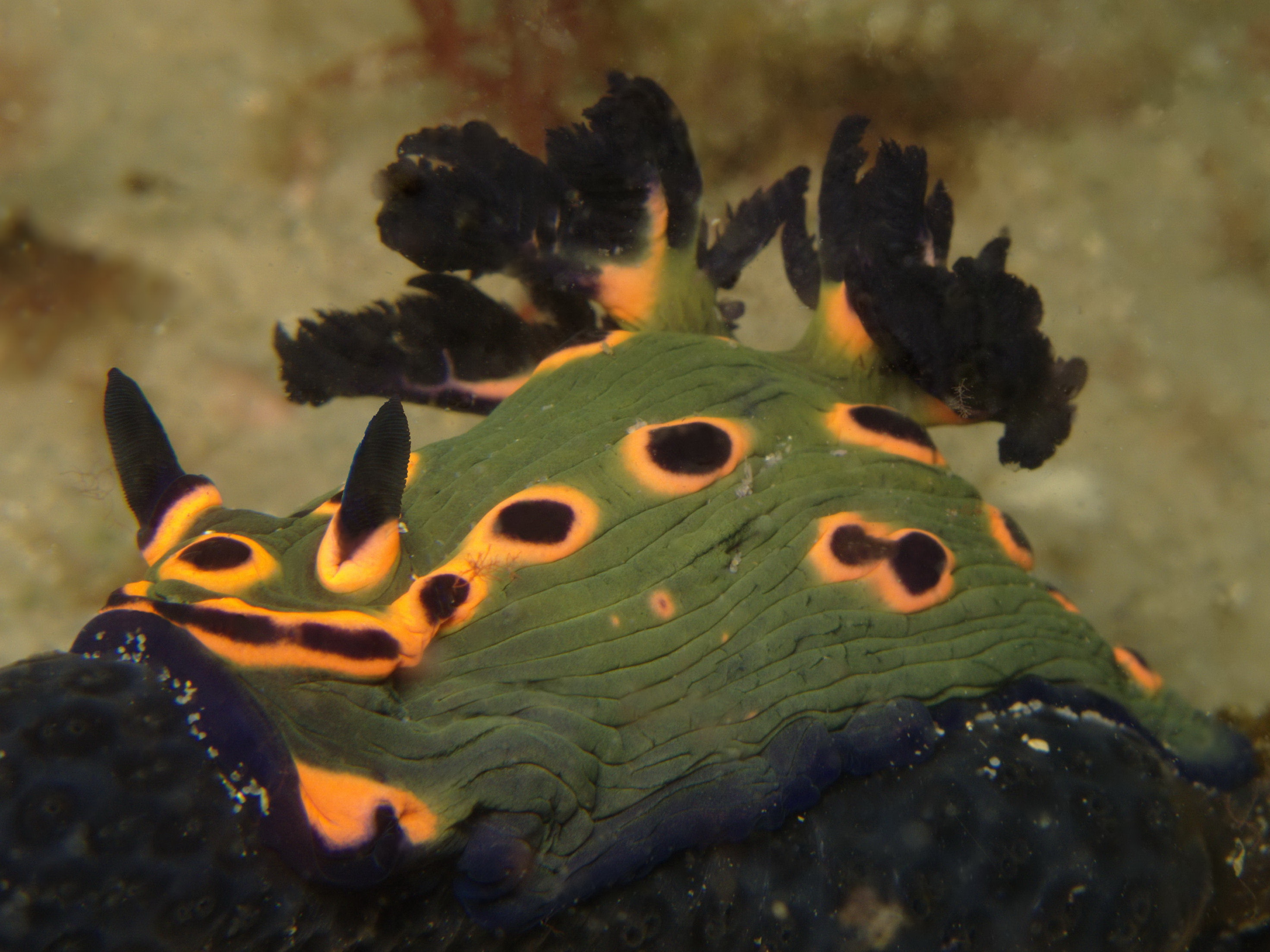
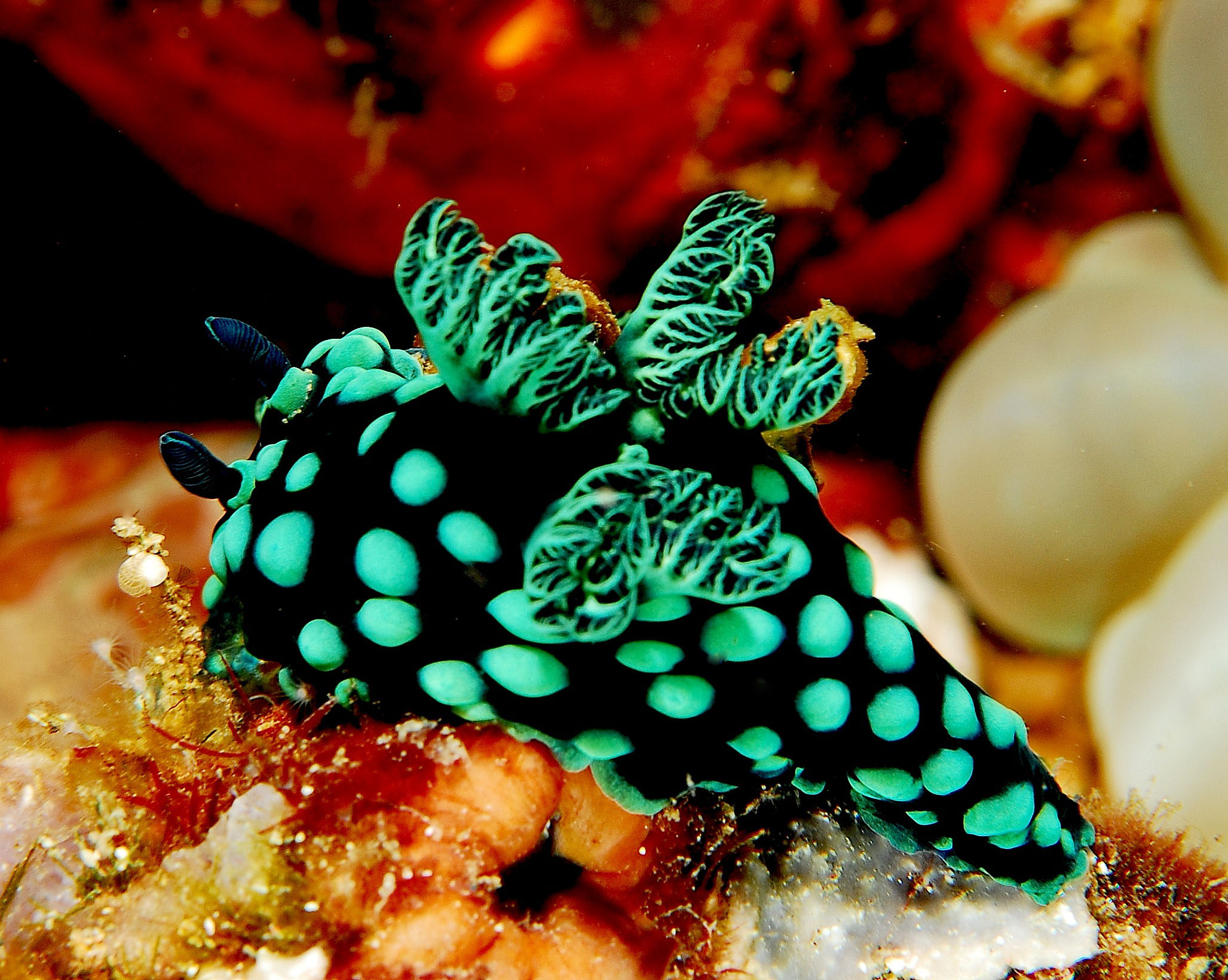